# Due punti
I due punti è un comune carattere tipografico. Graficamente, essi consistono in una coppia di punti fermi posizionati verticalmente l'uno sull'altro. Nella lettura, la pausa corrispondente ai due punti è più breve di quella del punto fermo ma più lunga di quella della virgola, simile quindi all'intervallo associato al punto e virgola, al quale però aggiunge un significato deittico.

## Utilizzo

### Nella lingua italiana
Nella lingua italiana, la funzione principale dei due punti è esplicativa: una frase introdotta da essi (come quella che si sta leggendo in questo momento) serve difatti a chiarire il significato della proposizione che la precede. Altri usi dei due punti sono i seguenti:
- come in questo stesso testo, precedono una lista numerata o dotata di punti elenco;
- si possono sostituire a una congiunzione, trasformando una subordinata in una coordinata alla reggente, come nell'esempio seguente:
Oggi non uscirò di casa, perché temo che si possa scatenare un temporale.
Oggi non uscirò di casa: temo che si possa scatenare un temporale.
- in copioni teatrali, romanzi, racconti e altri testi di narrativa, introducono il discorso diretto, mentre non sono utilizzati nel caso di discorsi indiretti; i successivi sono esempi dell'uno e dell'altro caso.
Discorso indiretto: Mario disse che Lucia era davvero simpatica.
Discorso diretto: Mario disse: «Lucia è davvero simpatica.»

Non esiste una regola che vieti l'impiego, due o più volte, dei due punti consecutivamente in una frase; come dice l'Accademia della Crusca, la scelta è a discrezione dello scrittore.

### In matematica e logica
In matematica i due punti vengono utilizzati per indicare un rapporto:
{\displaystyle 1:3} "uno a tre"
{\displaystyle a:b=c:d} "a sta a b come c sta a d"
e, in alcune lingue tra cui l'italiano, come segno della divisione:
{\displaystyle 6:3=2}
I due punti vengono inoltre utilizzati per definire il dominio e il codominio di una funzione; ad esempio:
{\displaystyle f(x):X\rightarrow Y}
indica che la funzione {\displaystyle f(x)} ha come dominio l'insieme {\displaystyle X} e come codominio l'insieme {\displaystyle Y}.
Nelle espressioni logiche i due punti si leggono "tale che" (talvolta al loro posto si utilizza la barra verticale "|"); ad esempio:
{\displaystyle (\forall x)\quad \exists y:x^{2}\,=\,y}
si legge: "per ogni x esiste una y tale che x al quadrato è uguale a y".
Inoltre i due punti vengono utilizzati insieme al simbolo di uguale per indicare una definizione, ad esempio:
{\displaystyle x:=3}
si legge "x è uguale per definizione a 3".

## Chimica
I due punti possono essere usati per indicare il rapporto tra le quantità di una sostanza rispetto al preparato, espresse in parti.
La seguente scrittura indica che 4 parti di preparato contengono 1 parte di sostanza:
{\displaystyle 1:4}
Il che equivale a dire, supponendo che il preparato contenga solo sostanza e solvente, che per ogni parte di sostanza sono state aggiunte 3 parti di solvente (o in generale, altre componenti).

## Informatica
I due punti vengono usati come separatore negli URI e in IPv6. Vengono inoltre utilizzati per indicare un namespace.